# Kongsbergit

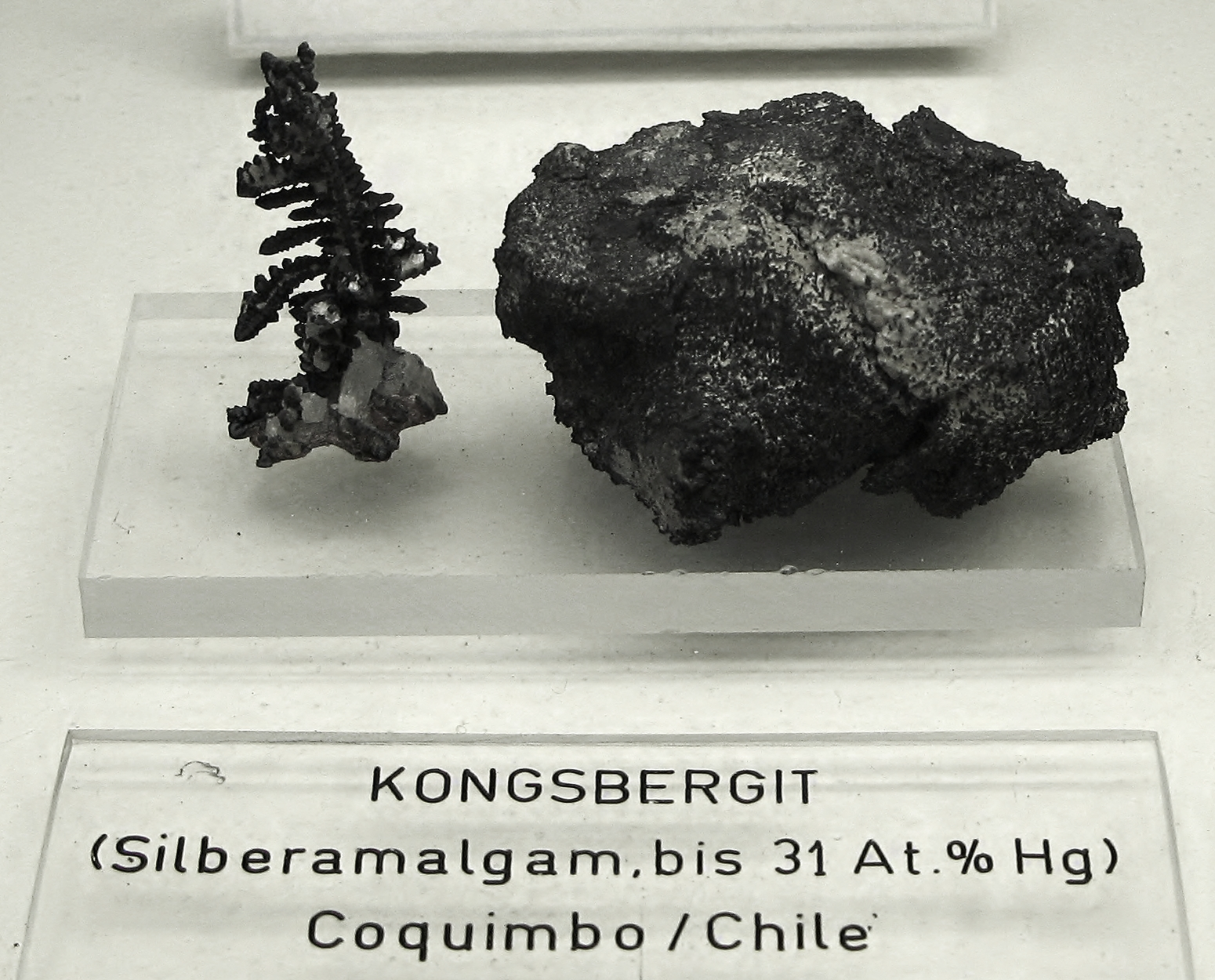
Kongsbergit - Coquimbo, Chile

Kongsbergit vagy más néven α-amalgám az ezüst és a higany természetes ötvözete. A terméselemek osztályába, fémek alosztályába és azon belül a higany- és amalgámcsoportba tartozó ásvány. Sok tulajdonságában hasonlít a moschellandsbergithez, higanytartalma 5 - 23% között van.

## Kémiai és fizikai tulajdonságai
- Képlete: Ag2Hg3.
- Kristályrendszere: köbös (szabályos), lapcentrált rács.
- Megjelenése: Torzult egyszerű kristálya főként kocka vagy dodekaéder.
- Sűrűsége: 13,7 - 14,1  g/cm³.
- Keménysége: 3 - 3,5 (a Mohs-féle keménységi skála szerint).
- Törése: kagylós.
- Színe: ezüstfehér.
- Karcolási pora: ezüstfehér.
- Fénye:  élénken fémfényű.
- Átlátszósága: opak.
- Megmunkálhatósága: kifejezetten rideg, kalapálható.
- Előfordulása: cinnabarit-telepeken. Ritka ásvány.